# Примиеро Сан Мартино ди Кастроца
Примиѐро Сан Мартѝно ди Кастро̀ца (на италиански: Primiero San Martino di Castrozza) е община в Северна Италия, автономна провинция Тренто, автономен регион Трентино-Южен Тирол. Административен център на общината е село Фиера ди Примиеро (Fiera di Primiero), което е разположено на 710 m надморска височина. Населението на общината е 5376 души (към 2019 г.).
Общината е създадена в 1 януари 2016 г. Тя се състои от четири предшествуващи общини Сирор, Тонадико, Трансакуа и Фиера ди Примиеро, които сега са най-важните центрове на общината.